# Gino Orlando
Gino Orlando (São Paulo, 3 september 1929 - aldaar, 24 april 2003) was een Braziliaans voetballer. Hij is na Serginho Chulapa de speler die het meeste goals maakte voor São Paulo. 

## Biografie
Orlando is van Italo-Braziliaanse afkomst. Hij begon zijn carrière bij Palmeiras, maar speelde daar slechts vier wedstrijden. Hierna ging hij voor het provincieclubje XV de Jaú spelen en keerde in 1951 terug naar São Paulo om voor Comercial te spelen. In 1952 ging hij dan voor São Paulo FC spelen. Voor deze club speelde hij 447 wedstrijden, waarvan er 250 gewonnen werden. Hij maakte er 232 goals en in 1953 en 1957 won hij met zijn team het Campeonato Paulista. In 1962 verliet hij São Paulo voor Portuguesa en in 1964 ging hij voor Juventus spelen, zijn laatste club. Ondanks dat hij voor meerdere teams speelde bleef hij onlosmakelijk verbonden met São Paulo. Hij werd beheerder van het stadion Morumbi van 1969 tot aan zijn dood in 2003. 
Orlando speelde ook acht wedstrijden voor het nationale elftal.
Hij overleed in 2003 aan een hartstilstand. 